# Vår bostad
Vår bostad var namnet på Hyresgästföreningens (tidigare Hyresgästernas riksförbund) och HSB:s medlemstidning, som utgavs från andra halvan av 1924 till december 2006.
Utöver artiklar om bostadspolitik har tidningen haft en profil av livsstilsmagasin med reportage om heminredning och matrecept. Tidningen har också innehållit populära kåserier (av exempelvis Ludvig Rasmusson, Herman Lindqvist, Staffan Heimerson och Carl Zetterström), originalnoveller av Sveriges bästa författare med illustrationer av Sveriges främsta konstnärer (Olle Kåks, Philip von Schanz, Tommy Östmar), serier (Berglins) och en halvsida med roliga historier (länge under rubriken Carl-Gustafs bästa). Tidningen genomförde också tävlingen årets bästa novell i många år liksom tävlingen för konstnärer "Måla din stad". Tidningen hade som mest 1 064 000 i upplaga och lästes av fler än 1,5 miljoner.
Efter tidningens nedläggning får Hyresgästföreningens medlemmar Hem & Hyra medan HSB-medlemmarna får Hemma i HSB. Båda tidningarna utkommer med åtta nummer per år.

## Chefredaktör
Chefredaktörer var bland andra:
- Ulla Lindström –1946
- Erik Lindström 1946–1972
- Östen Johansson 1972–1999
- Ulrica Ambjörn 1999–2006

### Fotnoter
1. 1 2  Hanna Dunér (2 februari 2007). ”Premiär för Vår Bostads efterträdare” (på svenska). Svenska Dagbladet. https://www.svd.se/premiar-for-var-bostads-eftertradare. Läst 18 juli 2019.